# La Loma, San Juan de los Lagos
La Loma är en ort i Mexiko.   Den ligger i kommunen San Juan de los Lagos och delstaten Jalisco, i den centrala delen av landet, 400 km nordväst om huvudstaden Mexico City. La Loma ligger 1 877 meter över havet och antalet invånare är 114.
Terrängen runt La Loma är huvudsakligen platt, men åt sydväst är den kuperad. Terrängen runt La Loma sluttar norrut. Runt La Loma är det ganska tätbefolkat, med 58 invånare per kvadratkilometer. Närmaste större samhälle är San Juan de los Lagos, 12,3 km norr om La Loma. Omgivningarna runt La Loma är en mosaik av jordbruksmark och naturlig växtlighet.